# Nn (statek 1842)
Wiślany, parowy statek spacerowo-pasażerski o nieznanej nazwie Królestwa Polskiego (środkowej Wisły) o napędzie bocznokołowym. Pływał w rejonie Warszawy.

## Dane
- armator: Steinkeller
- miejsce budowy: Anglia
- maszyna parowa
  - moc: 24 KM.

## Historia
- 1842 r. - rozpoczęcie służby
- 1845? 1850? r. - sprzedany za granicę? zatopiony?

## Literatura
- Witold Arkuszewski, Wiślane statki pasażerskie XIX i XX wieku, Wyd. Ossolineum, Gdańsk 1973